# السادة الجسورين (فلم 1914)
السادة الجسورين (بالإنجليزية: Gentlemen of Nerve)، يعرف أيضا بأسم (تشارلي ومابل في السباق)، وهو فيلم كوميدي أمريكي صامت من عام 1914 إخراج تشارلي تشابلن بطولة «تشابلن» ومابل نورماند، تم إنتاجه في استوديوهات كيستون.

## طاقم التمثيل
- تشارلي تشابلن - السيد واو وو
- مابل نورماند - مابل
- تشيستر كونكلين - أمبروز
- ماك سوين - السيد والروس
- فيليس ألين - امرأة فليرتي
- إدغار كينيدي - شرطي
- أليس دافنبورت - مشجع

## وصلات خارجية
- Gentlemen of Nerve على يوتيوب
- مقالات تستعمل روابط فنية بلا صلة مع ويكي بيانات
- السادة الجسورين متوفر للتحميل المجاني على أرشيف الإنترنت
- Gentlemen of Nerve at the Progressive Silent Film List